# 셔터 인 도쿄
《셔터 인 도쿄》(영어: Shutter)는 미국에서 제작된 오치아이 마사유키 감독의 2008년 초자연 공포 영화이다. 조슈아 잭슨 등이 출연하였고, 로이 리 등이 제작에 참여하였다. 반쫑 삐산타나꾼과 팍품 웡품의 원작 영화 《셔터》(2004)와 거의 유사하게 이야기가 전개된다.
이 영화는 리젠시 엔터프라이즈가 제작하였으며 2008년 3월 21일 개봉되었다.

## 줄거리
신혼인 벤은 아내 제인과 뉴욕을 떠나 도쿄에 사진사로 새로 취직한다.
과거 벤이 교제한 일본인 여자친구 메구미가 벤에게 심하게 집착하자 친구들은 이를 끊어 내겠다는 명목 하에 집단 강간한 바 있다. 당시 벤은 메구미를 건드리진 않았지만 메구미가 후에 또 달라붙을 때 써먹을 작정으로 메구미와 친구들이 야릇한 모습으로 있는 사진을 찍었다. 이후 메구미는 사이안화 칼륨으로 자살하였다.
벤의 친구들이 차례로 사망한 뒤 메구미와 벤 사이에서 벌어졌던 일의 진상을 알게 된 제인이 떠나 버리자 화가 난 벤은 사진기를 던진다. 사진기가 바닥에 떨어지면서 저절로 찍힌 사진을 보니 사진 속 벤의 어깨 위에 메구미가 앉아 있다. 소스라치게 놀란 벤은 반복되던 어깨 통증 때문에 병원을 찾았을 때 체중계에 두 사람 분의 무게가 찍혔던 일을 떠올린다.
벤은 메구미를 떼어 내려고 스스로에게 전기 충격을 가했다가 긴장증 상태가 되어 정신 병원으로 보내진다. 침대 끝에 걸터앉은 벤의 등은 몹시 굽어 있으며 메구미가 여전히 매달려 있다.

## 출연진
- 조슈아 잭슨 - 벤저민 “벤” 쇼 역
- 레이철 테일러 - 제인 쇼 역
- 오키나 메구미 - 다타카 메구미 역
- 존 헨슬리 - 애덤 역
- 데이비드 덴먼 - 브루노 역
- 제임스 카이슨 - 리쓰오 역
- 데이지 베츠 - 너태샤 역
- 에이드리엔 피커링
- 오토구로 에리
- 타니아 앨런

## 기타 제작진
- 총괄 제작: 아넌 밀천
- 미술: 아타카 노리후미

## 사운드트랙
곡 목록
| 순서 | 제목                  | 재생 시간 |
| ---- | --------------------- | --------- |
| 1.   | "Welcome to Tokyo"    | 1:55      |
| 2.   | "We Hit a Girl!"      | 2:58      |
| 3.   | "TGK"                 | 1:37      |
| 4.   | "Making Love"         | 2:40      |
| 5.   | "Alone in Tokyo"      | 0:59      |
| 6.   | "The Spirit Room"     | 2:27      |
| 7.   | "The Argument"        | 3:05      |
| 8.   | "Fly in the Eye"      | 2:31      |
| 9.   | "Visiting Murase"     | 2:27      |
| 10.  | "Jane Visits TGK"     | 4:29      |
| 11.  | "The Truth"           | 1:54      |
| 12.  | "I Saw Megumi"        | 1:56      |
| 13.  | "Driving to Megumi's" | 3:18      |
| 14.  | "Rest in Peace"       | 2:35      |
| 15.  | "Flip Book"           | 3:21      |
| 16.  | "The Whole Truth"     | 2:39      |
| 17.  | "Psych Ward"          | 1:02      |
| 18.  | "Good to Me"          | 3:23      |

사운드트랙 미포함 곡 목록
| 제목                     | 공연자                                            |
| ------------------------ | ------------------------------------------------- |
| "Falling"                | 크리스틴 버그                                     |
| "Just the Tip"           | 베카 스타일스                                     |
| "Come on Shake"          | 셰이크                                            |
| "That Kinda Booty"       | 뎀 노티 보이즈                                    |
| "Sky Business"           | 맷 펠링 앤드 폴 윌러드                            |
| "Nasty Funky Crazy"      | 베카 스타일스                                     |
| "Fallout"                | 브라이던 스테이스                                 |
| "In a War"               | 마이클 포필루치                                   |
| "Underwater"             | A.M. 퍼시픽                                       |
| "Omo Cha No Cha Cha Cha" | 노사카 아키유키, 요시오카 오사무, 고시베 노누요시 |
| "Do Something"           | 셰인 수루기(록 라이프)                            |
| "Seventy-Seven"          | 디노 지시스                                       |
| "Oh, Joey"               | 러키 13                                           |